# Инвазија САД на Гренаду
Инвазија на Гренаду, позната и под шифром Операција Хитан бес (енгл. Operation Urgent Fury), била је војна акција којом су у јесен 1983. године америчке оружане снаге, уз симболичко учешће неколико карипских острвских држава, заузеле острвску државу Гренаду и тако свргнули про-совјетски режим генерала Хадсона Остина.

## Ранији догађаји
Појавом демократије на Гренади 1950. године, власт у овој колонији Велике Британије (до 1974. године) је с кратким прекидима увек била у рукама Гренадске уједињене лабуристичке партије и њене тајне полиције све до 1976. године и контроверзних избора у којима је она прогласила победу с чиме се није сложило нити локално становништво нити интернационална заједница. Током тог раздобља долази до драстичног погоршања животних услова на острву-држави тако да је 1979. године у доба комунистичке револуције 80% особа млађих од 25 година било незапослено док се од тренутка незавиности. Бруто домаћи производ нашао у паду. Последица такве политичко-економске ситуације постаје комунистичка револуција којом на власт 13. марта 1979. године долази Морис Бишоп који одмах по преузимању власти укида све политичке партије осим оне своје имена Покрет Њу џул. Унутрашња неслагања унутар покрета резултовала су новим државним ударом 14. октобра 1983. којим је на власт пет дана касније дошао Хадсон Остин, а што је уједно и касус бели за америчку инвазију.

## Инвазија
Званично објашњење за америчку инвазију је било страховање да ће тадашњи гренадски режим кроз градњу новог аеродрома створити нову совјетску војно-поморску базу из које би се могле угрозити кључне поморске комуникације у Карипском мору, односно додатно угрозити сигурност америчких комуникација. Друго објашњење којим је амерички предсједник Роналд Реган акцију оправдао бригом за безбедност 1000 америчких држављана - студената Универзитета Сент Џорџиз. Акција је, с обзиром на потпуну ваздушну и поморску надмоћ Американаца, као и релативну малобројност и слабу обученост гренадске Народне револуциоанрне армије (ПРА), након неколико дана завршила америчком победом. Почетком децембра 1983. америчке су се снаге почеле повлачити, а генерални гувернер Пол Скун именовао привремену владу која је следеће године организовала „демократске изборе“.

## Интернационална реакција
Ова америчка инвазија је била један од ретких догађаја током Хладног рата када се цео свет практично једногласно удружио по питању неког циља. То заједништво се огледало у свеукупној светској осуди америчке инвазије. Осим очекиваних осуда Совјетског Савеза и Народне Републике Кине који у својим изјавама помињу кршење интернационалног закона и типичан пример америчког хегемонизма, ту се неочекивано нашла и британска јавна осуда у лику премијерке Маргарет Тачер о чему ће Роналд Реган писати у својој књизи:Она наставља инсистирати да зауставимо инвазију Гренаде, а ја јој нисам могао рећи да је она већ почела. Резултат тог светског заједништва против ове агресије постаје резолуција Савету безбедности на коју ће САД уложити вето, као и гласање у генералној скупштини Уједињених нација која завршава резултатом 108 на према 9 којом је инвазија осуђена. Такво гласање је једино коментарисало америчко министарство спољних послова речима:Тужно је да Уједињене нације осуђују акције извршене из хуманитарних разлога како би се спасили невини људски животи и заштитила људска права. То идентично оправдање ће потом бити коришћено од америчког министарства спољних послова у 21. веку током инвазије Ирака и рата у Либији.